# 16th Lancers

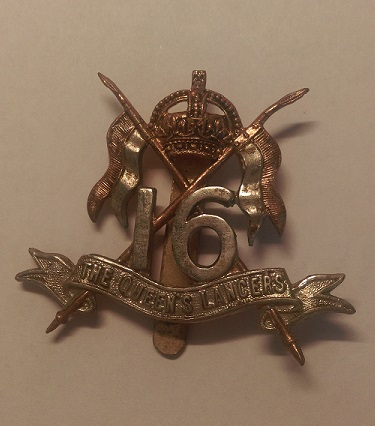
Mützenabzeichen der 16th Lancers

Die 16th (The Queen’s) Lancers (vormals 16th (The Queen’s) Regiment of (Light) Dragoons) waren ein Kavallerieregiment der britischen Armee, das von 1759 bis 1922 bestand.

## Geschichte

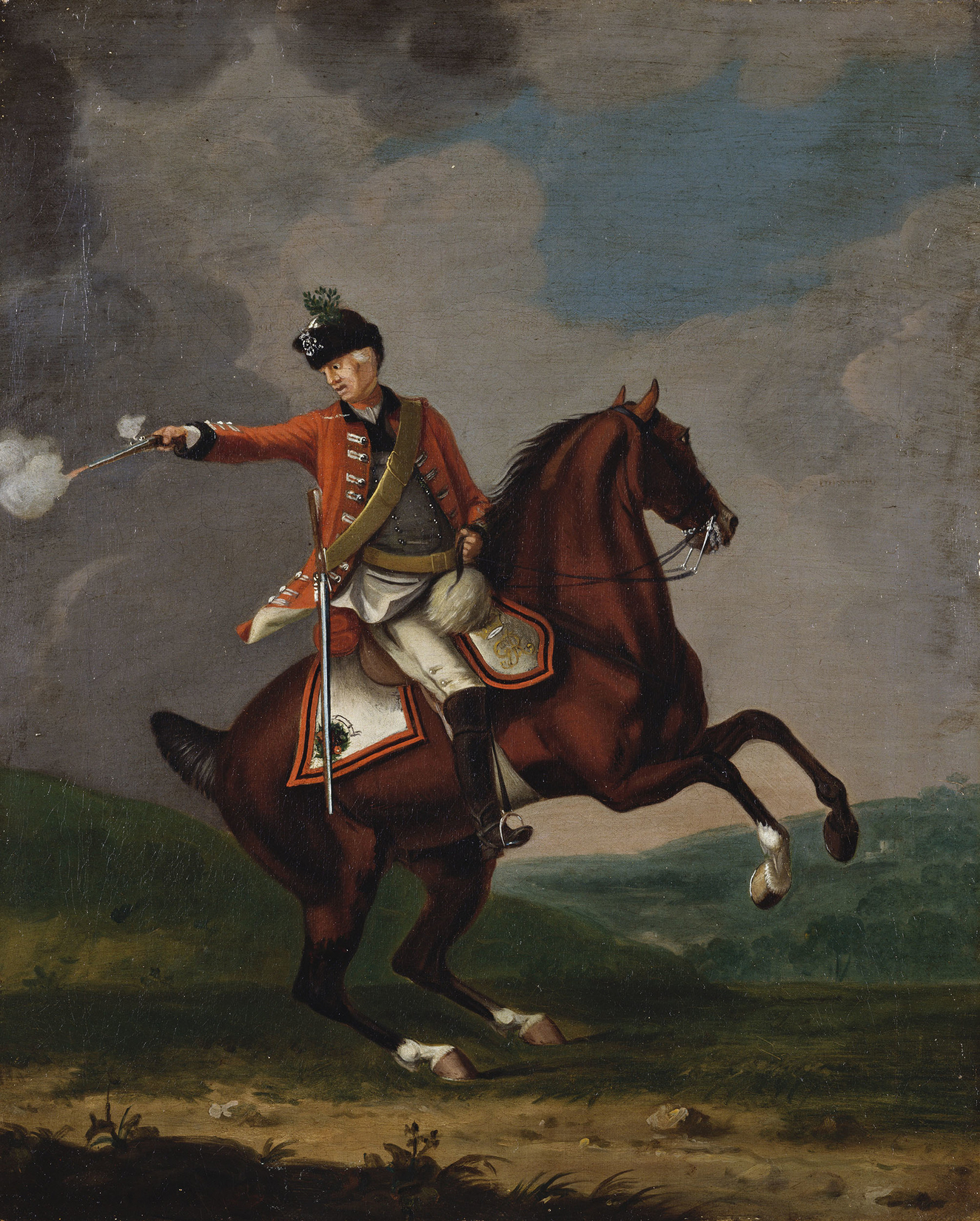
Soldat der 16th Light Dragoons, um 1760

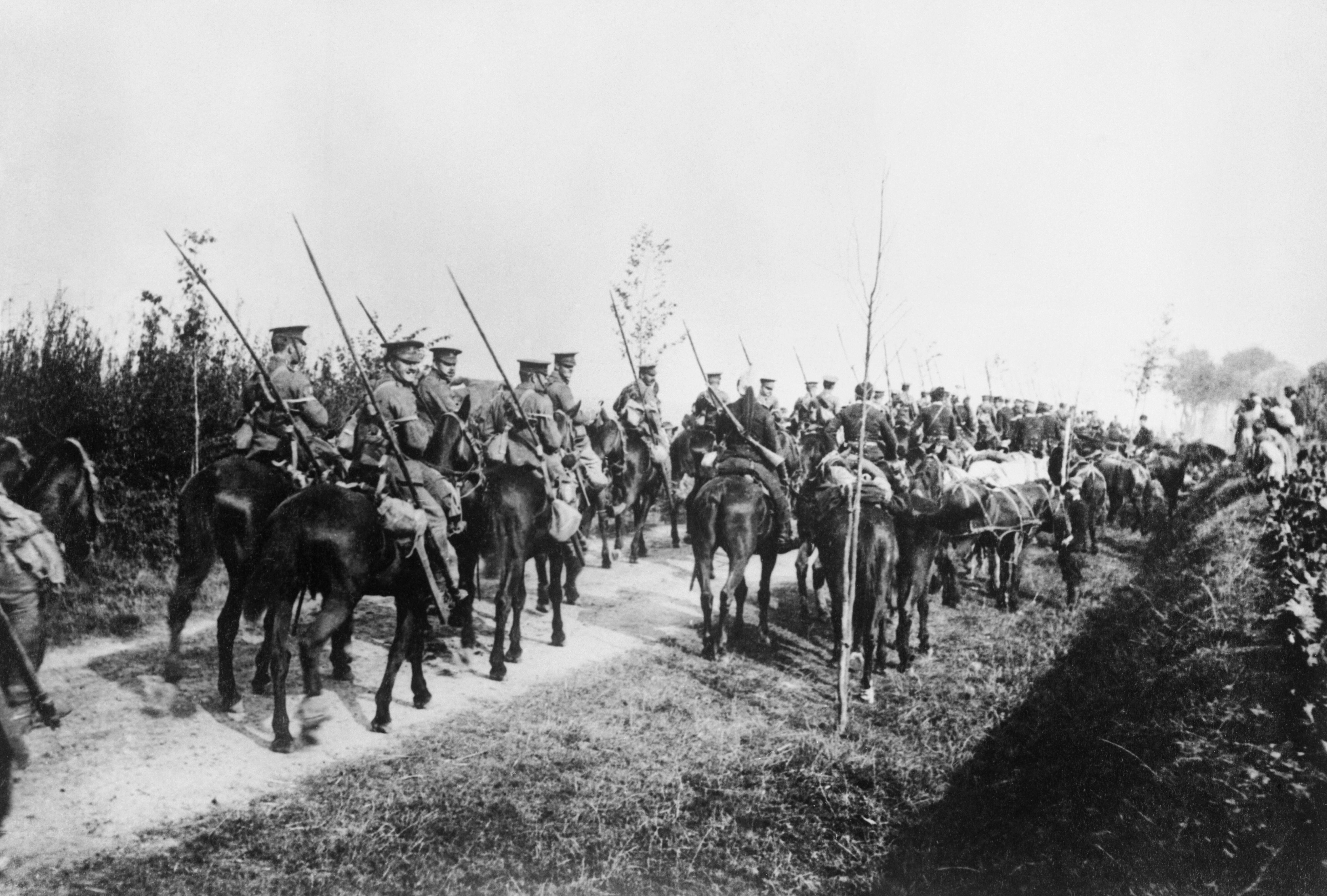
Soldaten der 16th Lancers in Belgien, 1914

Während des Siebenjährigen Kriegs wurde nach dem Vorbild anderer europäischer Armeen am 4. August 1759 von John Burgoyne ein Regiment Leichter Kavallerie gegründet. Es wurde 16th Regiment of (Light) Dragoons oder Burgoyne’s Light Horse genannt. 1761 wurde das Regiment für Überfälle an der französischen Küste eingesetzt. 1762 wurde es zur Abwehr einer spanischen Invasion nach Portugal entsandt und kämpfte dort in den Schlachten bei Valencia de Alcántara und Vila Velha kämpfte. Erst am 18. März 1763 wurde es in die reguläre britische Armee eingegliedert. Am 26. Mai 1766 wurde es zu Ehren von Königin Charlotte zum 2nd (The Queen’s) Regiment of (Light) Dragoons umbenannt, bevor der Regimentsname 1769 zu 16th (The Queen’s) Regiment of (Light) Dragoons geändert wurde.
Von 1776 bis 1779 wurde das Regiment im Amerikanischen Unabhängigkeitskrieg in Nordamerika eingesetzt, wo sich seine Rolle als leichte Kavallerie gegen die Guerillataktiken der Amerikaner als besonders nützlich erwies. Das Regiment kämpfte in den Schlachten von White Plains, Brandywine, Germantown und Monmouth. Dieser Einsatz dezimierte das Regiment jedoch so stark, dass seine wenigen verbliebenen Männer zu den 17th Light Dragoons versetzt und seine Offiziere zur Neurekrutierung nach England zurückgeschickt wurden.
Während des Ersten Koalitionskriegs wurde das Regiment von 1793 bis 1796 in Flandern eingesetzt und kämpfte dort insbesondere in Valenciennes, Dünkirchen, Beaumont und Willems. Nach einer Garnisonszeit in Irland wurde das Regiment von 1809 bis 1814 im Peninsular War eingesetzt. Nach der erneuten Machtergreifung Napoleons landete das Regiment im Mai 1815 in Ostende und in der Schlacht bei Waterloo gelang es dem Regiment, den Rückzug der Schweren Brigade zu decken, die sich zu weit von ihren eigenen Linien entfernt hatte. In der Nachkriegszeit war das Regiment in Irland und England stationiert. Am 30. September 1816 wurde das Regiment zu Ulanen umgerüstet und der Regimentsname zu 16th (The Queen’s) Regiment of (Light) Dragoons (Lancers) erweitert.
1822 wurde das Regiment nach Indien verlegt. Es nahm dort 1825/26 an der Belagerung von Bharatpur teil und kämpfte 1839 im Ersten Anglo-Afghanischen Krieg bei der Erstürmung der Festung Ghanzi. 1843 nahm es am Gwalior-Feldzug teil und kämpfte im Dezember desselben Jahres in der Schlacht bei Maharajpur. Nachdem es 1845/46 im Ersten Sikh-Krieg gekämpft und sich in der Schlacht von Aliwal besonders ausgezeichnet hatte, kehrte es 1846 nach Großbritannien zurück.
1861 wurde der Regimentsname zu 16th (The Queen’s) Lancers gekürzt. Von 1865 bis 1876 und 1890 bis 1899 war das Regiment erneut in Indien stationiert und bekämpfte 1895 und 1897 Stammesaufstände an der North West Frontier. Während des Zweiten Burenkriegs diente das Regiment von 1900 bis 1902 in der 3rd Cavalry Brigade in Südafrika.
Bei Ausbruch des Ersten Weltkriegs wurde das Regiment, erneut mit der 3rd Cavalry Brigade, nach Frankreich verlegt. Es diente für die gesamte Dauer des Krieges an der Westfront, teils beritten, teils auch abgesessen. Nach dem Krieg wurde es ab 1919 zur Überwachung der ehemaligen osmanischen Provinz Syrien eingesetzt, bevor es 1921 erneut in Indien stationiert wurde.
Am 1. Januar 1921 wurde der Regimentsname zu 16th The Queen’s Lancers umgestellt und am 11. April 1922 das Regiment mit den 5th Royal Irish Lancers zu den 16th/5th Lancers verschmolzen. Diese wurden 1954 zu 16th/5th The Queen’s Royal Lancers umbenannt und 1993 mit den 17th/21st Lancers zu den Queen’s Royal Lancers verschmolzen. Diese wiederum wurden 2015 mit den 9th/12th Royal Lancers (Prince of Wales’s) zu den Royal Lancers verschmolzen. Die Royal Lancers führen die Traditionen der 16th Lancers bis heute weiter.

## Regimental Colonels
Colonel of the Regiment waren:
- 1763–1779: Lieutenant-General John Burgoyne
- 1779–1830: Field Marshal William Harcourt, 3. Earl Harcourt
- 1830–1849: General Sir John Ormsby Vandeleur
- 1849–1859: Lieutenant-General Sir Joseph Thackwell
- 1859–1878: General Hon. Sir Edward Cust, 1. Baronet
- 1878–1886: General Sir Charles Cameron Shute
- 1886–1896: General Sir Charles John Foster
- 1896–1909: Lieutenant-General William Thomas Dickson
- 1909–1922: Lieutenant-General Sir James Melville Babington

## Battle Honours
Dem Regiment wurden folgende Battle Honours verliehen (englische Originalbezeichnungen):
- Vor 1914: Beaumont, Willems, Talavera, Fuentes d’Onor, Salamanca, Vittoria, Nive, Peninsula, Waterloo, Bhurtpore, Ghuznee 1839, Affghanistan 1839, Maharajpore, Aliwal, Sobraon, Relief of Kimberley, Paardeberg, South Africa 1900–02.

- Erster Weltkrieg: Mons, Le Cateau, Retreat from Mons, Marne 1914, Aisne 1914, Messines 1914, Ypres 1914 ’15, Gheluvelt, St. Julien, Bellewaarde, Arras 1917, Scarpe 1917, Cambrai 1917, Somme 1918, Amiens, Hindenburg Line, Canal du Nord, Pursuit to Mons, France and Flanders 1914–18.